# Henry Irving

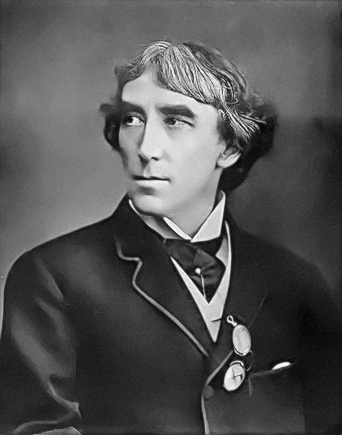
Henry Irving

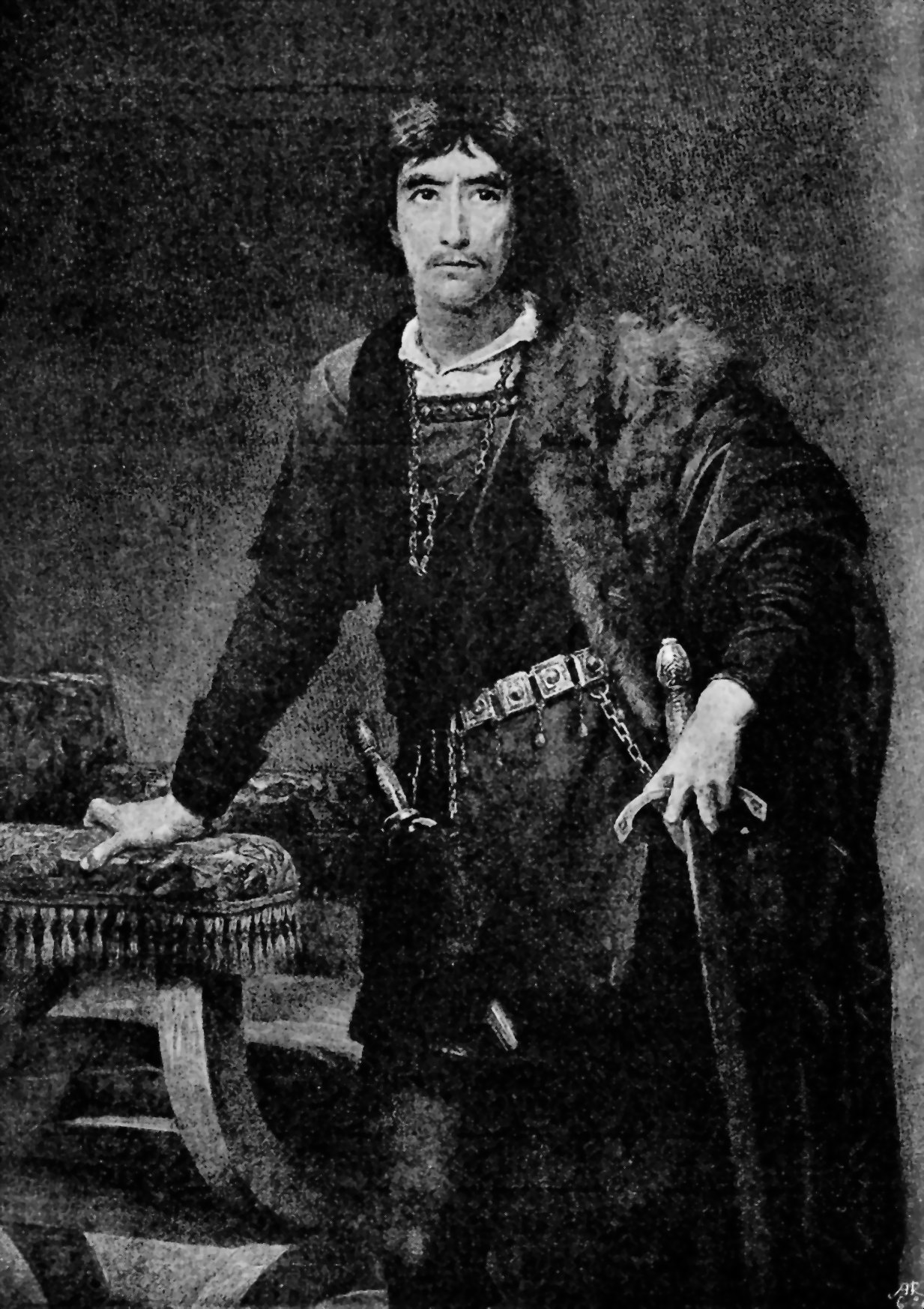
Henry Irving

Sir Henry Irving (* 6. Februar 1838 in Keinton Mandeville, Somerset; † 13. Oktober 1905 in Bradford; eigentlich John Henry Brodribb) war ein britischer Theaterschauspieler. Er war der wichtigste Theatermacher und Shakespeare-Darsteller der viktorianischen Zeit. 

## Leben
Irving wuchs bei Verwandten auf und kam 1848 zu seinen Eltern nach London. Er besuchte eine Privatschule und war bei einem Überseekaufmann beschäftigt. Sein Bühnendebüt gab er mit 18 Jahren am Lyceum Theatre in Sunderland. Eine Erbschaft ermöglichte ihm den Kauf einer Bühnenausstattung. Rund zehn Jahre spielte er bei Wandertruppen in der Provinz. Nach Spielzeiten in London, Edinburgh, Liverpool, Dublin und Manchester ließ er sich 1866 in London nieder. 1871 feierte er einen triumphalen Erfolg, als er in dem Melodrama The Bells von Leopold Lewis einen nicht überführten Mörder verkörperte, der von seinem Gewissen verfolgt wird. Diese Paraderolle spielte er bis zu seinem Tod immer wieder. In den Stücken des Dramatikers William Gorman Wills spielte er häufig die männliche Hauptrolle, so z. B. in Charles I. 1872. Ab 1871 war er am Lyceum Theatre in London engagiert, das er von 1878 bis 1902 leitete. Das wichtigste Mitglied seines dortigen Ensembles war Ellen Terry. Mit ihr zusammen verkörperte er Hamlet und Ophelia in Hamlet sowie Porzia und Shylock in Der Kaufmann von Venedig. 1883 feierte er große Erfolge bei einem USA-Gastspiel.
Sir Henry war auch der erste Schauspieler, der von der Königin geadelt wurde (1895). Er war Mitglied im berühmten Garrick Club und mit dem Schriftsteller Bram Stoker befreundet, der auch sein Theateragent war. Stoker trat an Irving mit der Bitte heran, die Rolle seiner Romanfigur Dracula auf der Bühne zu übernehmen, doch Irving lehnte mit dem Argument ab, der Stoff sei für seine Bühne zu trivial, woraufhin Stoker darauf verzichtete, sein eigenes Werk für das Theater zu adaptieren.
Am 15. Juli 1869 heiratete er Florence O’Callaghan, mit der er zwei Söhne hatte, Harry Brodribb Irving (1870–1919) und Laurence Sydney Brodribb Irving (1871–1914). Laurence Irving wurde Schauspieler und Dramatiker; er kam 1914 beim Untergang des kanadischen Ozeandampfers Empress of Ireland im kanadischen Sankt-Lorenz-Strom ums Leben.
Irvings Aufführungen waren nicht zuletzt wegen ihrer üppigen Bühnenausstattung und prunkvollen Kostüme erfolgreich, doch andererseits waren aufgrund der dabei entstehenden Kosten kaum Gewinne möglich. Er war der künstlerische Ziehvater von Edward Gordon Craig, der in der Lebensgemeinschaft von Irving mit Ellen Terry aufwuchs. Zu Dramatikern seiner Zeit wie George Bernard Shaw und Henrik Ibsen fand er keinen Zugang. Gegen Ende des Jahrhunderts mehrten sich Rückschläge und Misserfolge. Als er 1898 schwer erkrankte und die Tourneen ohne ihn erfolglos waren, musste Irving 1902 das Lyceum Theatre aufgeben. Er starb verarmt.
Henry Irving wurde nach seinem Tod im Golders Green Crematorium in London eingeäschert, seine Urne in der Westminster Abbey beigesetzt.

## Werke
Irving gab mit Frank A. Marshall eine Bühnenausgabe Shakespeares heraus (The Works of William Shakespeare, genannt The Henry Irving Shakespeare, 11 Bände, 1887 fg.).